# الدوري الجورجي الممتاز 2000–01
الدوري الجورجي الممتاز 2000–01 هو الموسم 12 من الدوري الجورجي الممتاز. أقيم خلال الفترة 19 أغسطس 2000 وحتى 23 مايو 2001، وأشرف على تنظيمه اتحاد جورجيا لكرة القدم، وكان عدد الأندية المشاركة فيه 12، وفاز فيه توربيدو كوتيسي.